# The Chemical Brothers
The Chemical Brothers és un duo anglès format per Tom Rowlands i per Ed Simons que compon música electrònica. Al principi es deien The Dust Brothers però es van veure obligats a canviar de nom perquè ja hi havia un altre grup estatunidenc amb el mateix nom. Són uns dels grans pioners del gènere big beat.

## Història
Ed Simons va néixer a Herne Hill, un districte del sud de Londres, el 9 de juny de 1970. Quan era jove es va interessar per la música i l'aviació. A l'escola, a Simons li agradava el hip hop. Tom Rowlands era un company de classe d'Ed Simons i va néixer el dia 11 de gener de 1971 a Kingston upon Thames. A l'escola de Reading s'obsessionà amb Escòcia, en especial amb la gaita. Va descriure el primer àlbum de Public Enemy com el disc que probablement va canviar la seva vida. A Rowlands també li a agradava el hip hop.
El grup Ariel va estar format per Rowlands i dos amics seus a Londres abans de mudar-se a Manchester on Simons viva. El primer single d'Ariel va ser «Sea of Beats». L'últim tema que va fer Rowlands amb Ariel va ser la cançó «T Baby».
El 1992, Rowlands i Simons començaren a punxar al club anomenat Naked Under Leather amb el nom artístic de The 237 Turbo Nutters. Més endavant, Rowlands i Simons es començaren a anomenar a ells mateixos The Dust Brothers. Ràpidament, van començar a fer les seves pròpies cançons. La seva primera cançó junts va ser «Song To The Siren», però l'audència va considerar que era massa lenta. El duo va completar la universitat amb bons resultats. El 1993, The Dust Brothers van fer les seves primeres remescles. La primera va ser «Packet Of Peace». El 1994, completaren el seu EP Fourteenth Century Sky. D'entre molts d'altres, conté el trencador «Chemical Beats» que va formar part de la primera edició de la famosa sèrie de videojocs Wipeout.

## Discografia

### Àlbums
- Exit Planet Dust (1995)
- Dig Your Own Hole (1997)
- Surrender (1999)
- Come with Us (2002)
- Push the Button (2005)
- We Are the Night (2007)
- Further (2010)
- Born in the Echoes (2015)[3]
- No Geography (2019)